# قايد محمد
قايد يوسف محمد (بالإنجليزية: Kaid Mohamed) (من مواليد 23 يوليو 1984) هو لاعب كرة قدم ويلزي مسلم من أصول يمنية يلعب في دوري الدرجة الثانية الإنجليزي «تشلتنهام».

## المسيرة الكروية
بدأ حياته الكروية في الريف الويلزي أمام فناء منزله في ويلز، ثم التحق بصنف الشباب بفريق «كومبران تاون» في عام 2003. انتقل إلى «لانيلي» في عام 2005 حيث لعب في ثلاث مباريات فقط، قبل أن ينتقل إلى «كارمارثين تاون» في وقت لاحق بعد عام واحد. بعد سنة واحدة فقط مع «كامارثن» انتقل إلى النادي الذي بدأ مسيرته معه«كومبران تاون»، في تكرار لوقت سابق من حياته المهنية، من قبل أن ينتقل إلى «لانيلي» ثم «كامارثن». غادره بعده للعب في الدوري الإنجليزي لكرة القدم بعد أن حاز على انتباه المدير الفني «سويندون تاون» «موريس مالباس». مكث في «سويندون» كامل موسم 2007-08، وبعد فترة إعارة «توركي يونايتد» انضم إلى «روفرز غرين فوريست» حيث تم إرساله على سبيل الإعارة لنادي مقاطعة «نيوبورت» حيث بقي إلى نهاية موسم 2008 - 09.ذهب من هناك للانضمام إلى مدينة باث حيث سجل 26 هدفا في الدوري خلال موسم ونصف حتى انضم إلى «ويمبلدون» ثم «تاون شلتنهام».

## وصلات خارجية
- قايد محمد على موقع قاعدة بيانات كرة القدم.إي يو (الإنجليزية)
- قايد محمد على موقع Soccerbase.com (لاعب) (الإنجليزية)
- قايد محمد على موقع Soccerway.com (الإنجليزية)
- قايد محمد على موقع كووورة